# Asota fulvia
Asota fulvia är en fjärilsart som beskrevs av Donovan 1805. Asota fulvia ingår i släktet Asota och familjen nattflyn. Inga underarter finns listade i Catalogue of Life.